# Leucanthemum maximum
Espèce
La Marguerite géante, Leucanthemum maximum, est une espèce de plante à fleurs de la famille des Asteraceae.
Ce sont des plantes herbacées vivaces.

## Statut de protection
En France, l'espèce est protégée en Aquitaine.